# 赫米绍芬莱茵河大桥

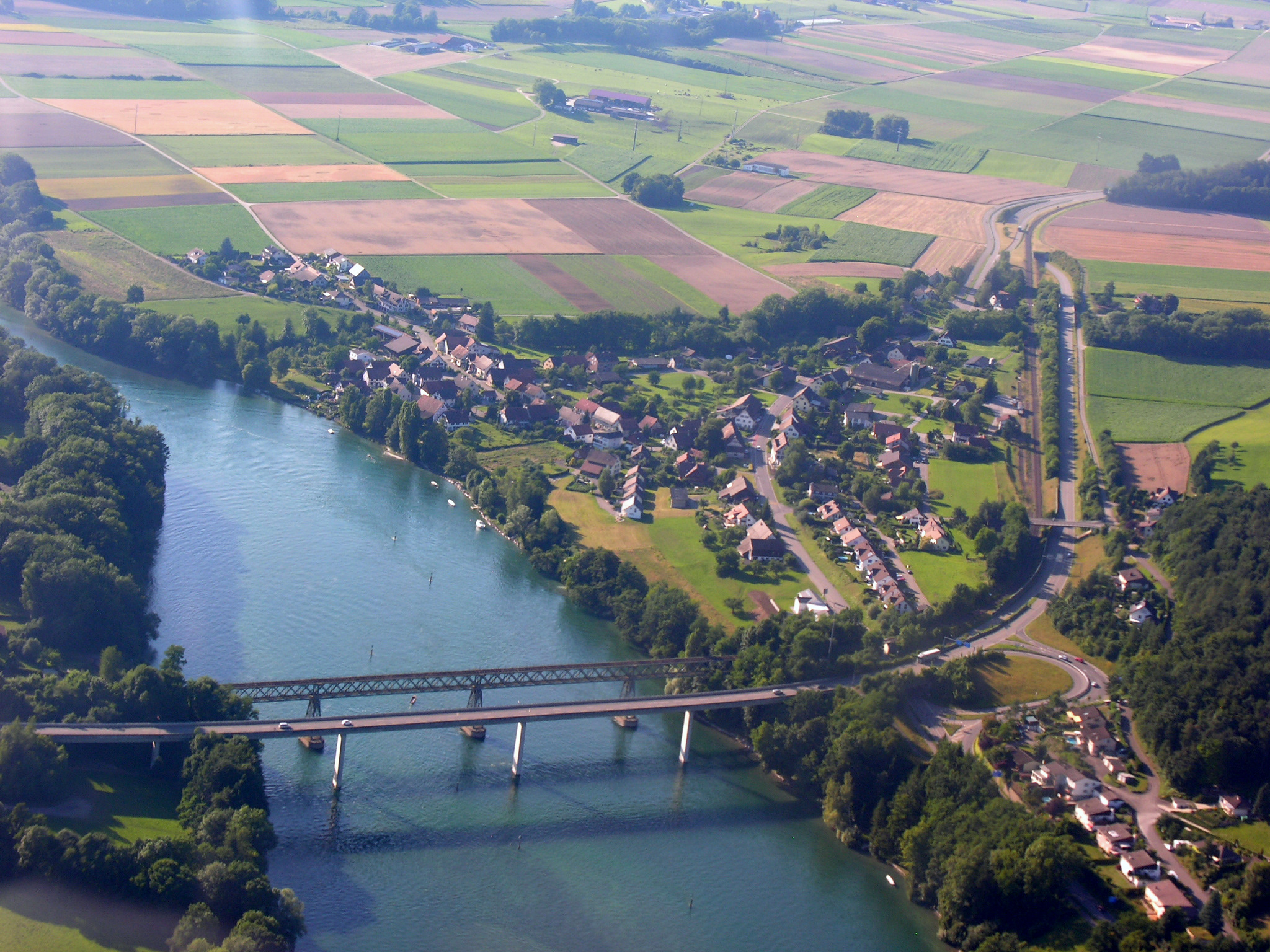
赫米绍芬公路桥与铁路桥

赫米绍芬莱茵河大桥或称为赫米绍芬公路桥（德語：Strassenbrücke bei Hemishofen）是瑞士东北部的一座公路桥，承载欧洲E54公路跨过莱茵河连接沙夫豪森州的赫米紹芬与图尔高州的瓦根豪森，全长345米，宽12.1米，主跨75米，1978年开工，1980年8月30日建成通车。